# Rublo svalbarense
El rublo fue una unidad monetaria que circuló en las islas Svalbard o Spitzbergen. Se encontraba dividida en cien kópecs, ésta circuló desde 1946 hasta principios de los años 2000.

## Historia
El 7 de mayo de 1935 la Unión Soviética firmó el tratado de Svalbard, lo que permitió la instalación de una compañía minera soviética en las islas Svalbard (en ruso: Шпицверген, tr.: Shpitsvergen) al norte de Noruega y en el interior del círculo polar ártico. Esta compañía, llamada Arktikugol (Арктикуголь), emitió una serie de monedas y billetes para uso exclusivo de los habitantes de la isla de nacionalidad soviética. Varias series de monedas fueron emitidas tras la caída de la Unión Soviética. Estos rublos son de curso legal no solo en las islas Svalbard sino en todo el territorio ruso. Debido a su escasa tirada, los rublos de las islas Svalbard son muy apreciados por los coleccionistas.

## Monedas
Durante la vigencia de esta divisa en este territorio se han acuñado tres series de monedas, que han circulado en distintos períodos que comprenden el lapso 1946-2002.

### Primera Serie de Monedas
Constaba de los siguientes valores:
| Denominación | Emisión | Material           | Forma    |
| ------------ | ------- | ------------------ | -------- |
| 10 Kópecs    | 1946    | Bronce de Aluminio | Circular |
| 15 Kópecs    | 1946    | Bronce de Aluminio | Circular |
| 20 Kópecs    | 1946    | Cupro-Níquel       | Circular |
| 50 Kópecs    | 1946    | Cupro-Níquel       | Circular |

### Segunda Serie de Monedas
La segunda serie de monedas poseía la característica de no poseer monedas fraccionarias:
| Denominación | Emisión | Material           | Forma    |
| ------------ | ------- | ------------------ | -------- |
| 10 Rublos    | 1993    | Cupro-Níquel       | Circular |
| 25 Rublos    | 1993    | Cupro-Níquel       | Circular |
| 50 Rublos    | 1993    | Cupro-Níquel       | Circular |
| 100 Rublos   | 1993    | Bronce de Aluminio | Circular |

### Tercera Serie de Monedas
La última serie emitida contaba con los valores que se detallan a continuación:
| Denominación | Emisión | Material     | Forma    |
| ------------ | ------- | ------------ | -------- |
| 0,10 Rublos  | 1998    | Aluminio     | Circular |
| 0,25 Rublos  | 1998    | Aluminio     | Circular |
| 0,50 Rublos  | 1998    | Aluminio     | Circular |
| 1 Rublo      | 1998    | Latón        | Circular |
| 2 Rublos     | 1998    | Latón        | Circular |
| 5 Rublos     | 1998    | Cupro-Níquel | Circular |

## Billetes
Se han emitido billetes pero no para uso regular. Aunque se han empleado los billetes del rublo soviético y también de la corona noruega.